# Marien Moreau
Pour les articles homonymes, voir Marien.
Marien Moreau est un joueur français de volley-ball, né le 25 octobre 1983 à Évreux (Eure). Il mesure 2,01 m et joue attaquant de pointe. Il totalise 98 sélections en équipe de France. A la fin de la saison 2017-2018, il met un terme à sa carrière de joueur professionnel.

## Clubs
| Club                 | De        | À         |
| -------------------- | --------- | --------- |
| ASUL Lyon            | 2002-2003 | 2003-2004 |
| Tours VB             | 2004-2005 | 2005-2006 |
| Pòrtol Palma         | 2006-2007 | 2006-2007 |
| Asnières Volley 92   | 2007-2008 | 2007-2008 |
| Spacer's de Toulouse | 2008-2009 | 2008-2009 |
| AS Cannes            | 2009-2010 | 2010-2011 |
| Arago de Sète        | 2011-2012 | 2011-2012 |
| Capitanes de Arecibo | 2012-2013 | 2012-2013 |
| AS Cannes            | mars 2013 | mai 2013  |
| TSV Unterhaching     | 2013-2014 | 2013-2014 |
| Topvolley Antwerpen  | 2014-2015 | 2014-2015 |
| Arago de Sète        | 2015-2016 | 2017-2018 |

## Palmarès
- Ligue des champions (1)
  - Vainqueur : 2005
- Championnat d'Espagne (1)
  - Vainqueur : 2007
- Championnat de France
  - Finaliste : 2006, 2010
- Coupe de France (2)
  - Vainqueur : 2005, 2006
- Supercoupe de France (1)
  - Vainqueur : 2005
  - Finaliste : 2006
- Championnat de Porto Rico (1)
  - Vainqueur : 2013